# Esapekka Lappi
Esapekka Lappi (Pieksämäki, Finlàndia, 17 de gener de 1991) és un pilot de ral·li finlandès que disputa el Campionat Mundial de Ral·lis. Ha estat guanyador del Campionat d'Europa de Ral·lis del 2014, de la categoria WRC 2 del Campionat Mundial de Ral·lis l'any 2016 i del Campionat de Finlàndia de Ral·lis l'any 2012.

## Trajectòria
Lappi s'inicia al ral·li l'any 2007. Debuta puntualment al Campionat Mundial de Ral·lis l'any 2011 disputant el Ral·li de Finlàndia amb un Citroën C2 R2 Max. L'any 2012 guanya el Campionat de Finlàndia de Ral·lis amb un Ford Fiesta S2000. Aquell mateix any, fitxa per Škoda Motorsport, guanyant el Ral·li de Polònia, puntuable pel Campionat d'Europa de Ral·lis, amb un Škoda Fabia S2000.

### Škoda (2013-2016)
L'any 2013, Lappi disputa la temporada completa del Campionat de Ral·lis Àsia-Pacífic amb un Škoda Fabia S2000 del equip MRF, finalitzant el campionat com a segon classificat, tan sols superat pel vencedor Gaurav Gill. Paral·lelament, també disputa ral·lis puntuals del WRC 2 i del ERC amb l'equip Škoda Motorsport.
La temporada 2014 s'alça amb el Campionat d'Europa de Ral·lis amb un Škoda Fabia S2000.
La temporada 2015 disputaria la categoria WRC 2 del Mundial, on finalitzaria tercer de la classificació, superat pel vencedor Nasser Al-Attiyah i el segon classificat Yuriy Protasov. No obstant, a la següent temporada, la 2016, si que aconseguiria guanyar aquest campionat pilotant un Škoda Fabia R5.

### Toyota (2017-2018)
La temporada 2017 s'incorpora al equip oficial Toyota Gazoo Racing per disputar el Campionat Mundial de Ral·lis amb un Toyota Yaris WRC, guanyant aquella temporada el Ral·li de Finlàndia. A la següent temporada aconseguiria finalitzar en tercera posició el Ral·li de Sardenya, el Ral·li d'Alemanya i el Ral·li de Gal·les, finalitzant el campionat en cinquena posició.

### Citroën (2019)
L'any 2019 s'incorpora a l'equip oficial Citroën Total WRT amb un Citroën C3 WRC, tenint com a company d'equip a Sébastien Ogier. Malgrat assolir tres podis al llarg del campionat, finalitza en desena posició. Al acabar la temporada, Citroën anuncia que no disputarà el Mundial 2020, amb el que Lappi es queda sense equip.

### M-Sport (2020)
La temporada 2020 Lappi recala al equip M-Sport, tenint de company d'equip a Teemu Suninen i disputant el campionat mundial amb un Ford Fiesta WRC. Finalitza el campionat en sisena posició.

### Movisport / RTE-Motorsport (2021)
La temporada 2021 Lappi és una temporada poc activa de Lappi, on tan sols disputa i guanya dos ral·lis de forma puntual de la categoria WRC 2 amb un Volkswagen Polo GTI R5 del equip Movisport. També finalitza quart el Ral·li de Finlàndia amb un Toyota Yaris WRC del equip RTE-Motorsport.

### Toyota (2022)
La temporada 2022, Lappi es reincorpora al Toyota Gazoo Racing WRT amb un Toyota GR Yaris Rally1 com a tercer pilot, alternant calendari amb Sébastien Ogier. Disputa set ral·lis, aconseguint acabar en el podi en tres d'ells. Finalitza novè del Campionat Mundial.

### Hyundai (2023-2024)
La sortida del equip Hyundai d'un pilot punter com Ott Tänak al finalitzar la temporada 2022, facilita la incorporació de Lappi a l'equip coreà per disputar íntegrament tota la temporada mundialística, tenint a Thierry Neuville com a company d'equip. Lappi pujaria en quatre ocasions al podi malgrat no aconseguir cap victòria, finalitzant la seva primera temporada a Hyundai en sisena posició del Campionat Mundial.
De cara a la temporada 2024, amb el retorn de Tänak a l'equip coreà, Lappi pactà de mutú acord i per motius personals disputar un calendari parcial del campionat. S'alça amb la victòria al Ral·li de Suècia.

## Victòries al WRC
| # | Ral·li             | Any  | Copilot    | Vehicle                  |
| - | ------------------ | ---- | ---------- | ------------------------ |
| 1 | 67th Rally Finland | 2017 | Janne Ferm | Toyota Yaris WRC         |
| 2 | 71th Rally Sweden  | 2024 | Janne Ferm | Hyundai i20 N WRC Rally1 |